# Josep Piqué i Camps

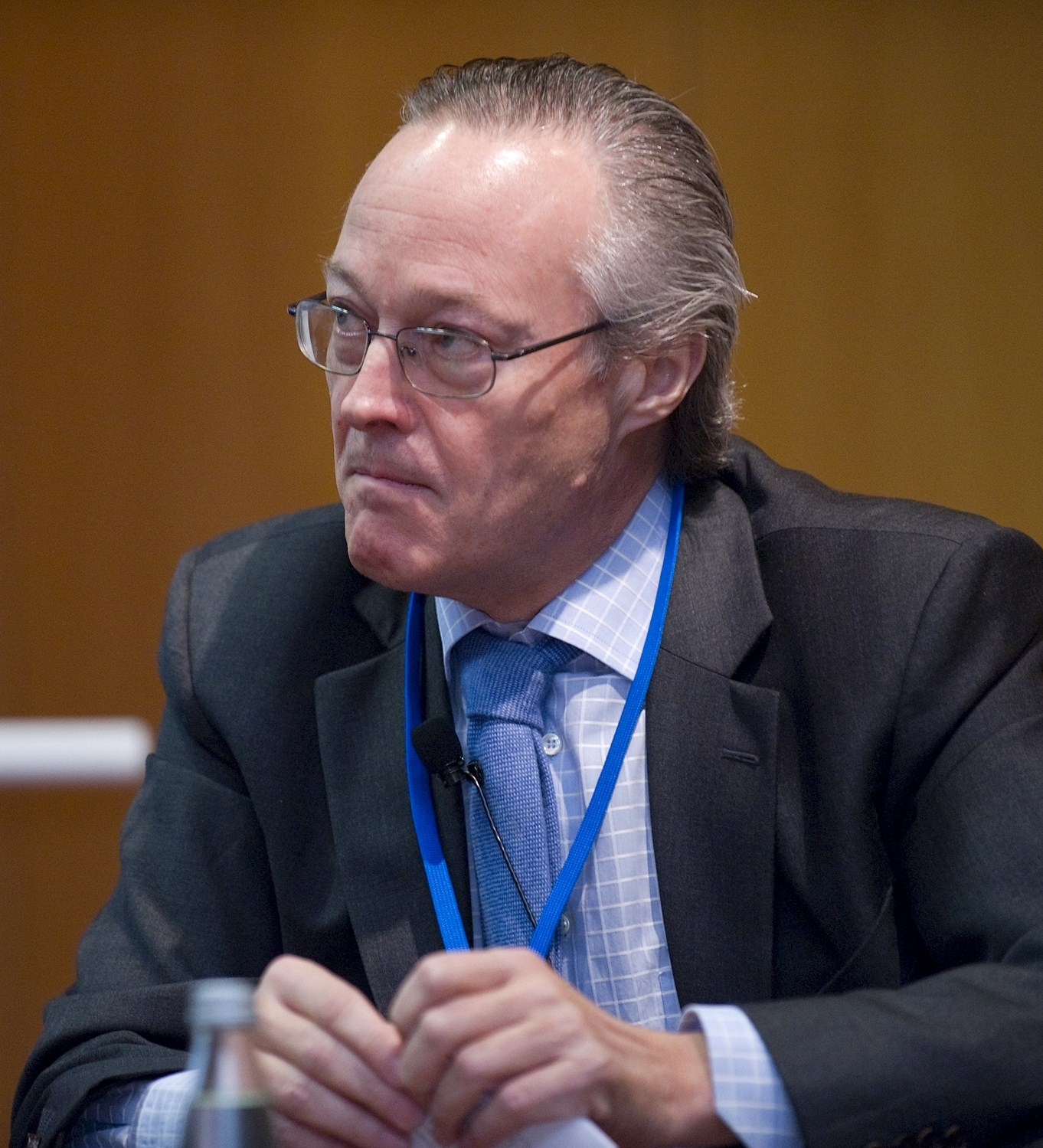
Josep Piqué i Camps (2008)

Josep Piqué (* 21. Februar 1955 in Vilanova i la Geltrú; † 6. April 2023 in Madrid) war ein spanischer Wirtschaftswissenschaftler und Politiker der Partido Popular.

## Leben
Josep Piqué i Camps war der Sohn des Bürgermeisters seiner Heimatstadt. Er studierte an der Universität Barcelona Betriebswirtschaft und Jura. Er erlangte das Lizentiat der Rechtswissenschaft und wurde in der Wirtschaftswissenschaft promoviert. An der Universität Barcelona lehrte er als Professor das Fach Ökonomische Theorie.
Nach dem Wahlsieg der Partido Popular bei den Parlamentswahlen 1996 wurde Piqué zum Industrieminister ernannt. Anschließend war er von 2000 bis 2002 Außenminister. Im ersten Halbjahr 2002 war er in dieser Eigenschaft zudem Präsident des Rats der Europäischen Union.
2003 wurde er Fraktionsvorsitzender der PP im katalanischen Parlament. Im Juli 2007 legte er als Folge von Meinungsverschiedenheiten mit der Parteiführung in Madrid seine Ämter als Vorsitzender der katalanischen PP und Fraktionsvorsitzender nieder. Im November 2007 übernahm er den Vorsitz des Vorstandes der Billigfluggesellschaft Vueling Airlines.
Josep Piqué starb am 6. April 2023 nach langer Krebserkrankung in einem Krankenhaus im Alter von 68 Jahren in Madrid.

## Auszeichnungen
2014 wurde Josep Piqué der japanische Große Orden der Aufgehenden Sonne am Band verliehen.